# Tihoja
Tihoja (nemško Tichoja) je naselje v Občini Žitara vas v Okraju Velikovec na Koroškem v Avstriji.